# 우아한 시체

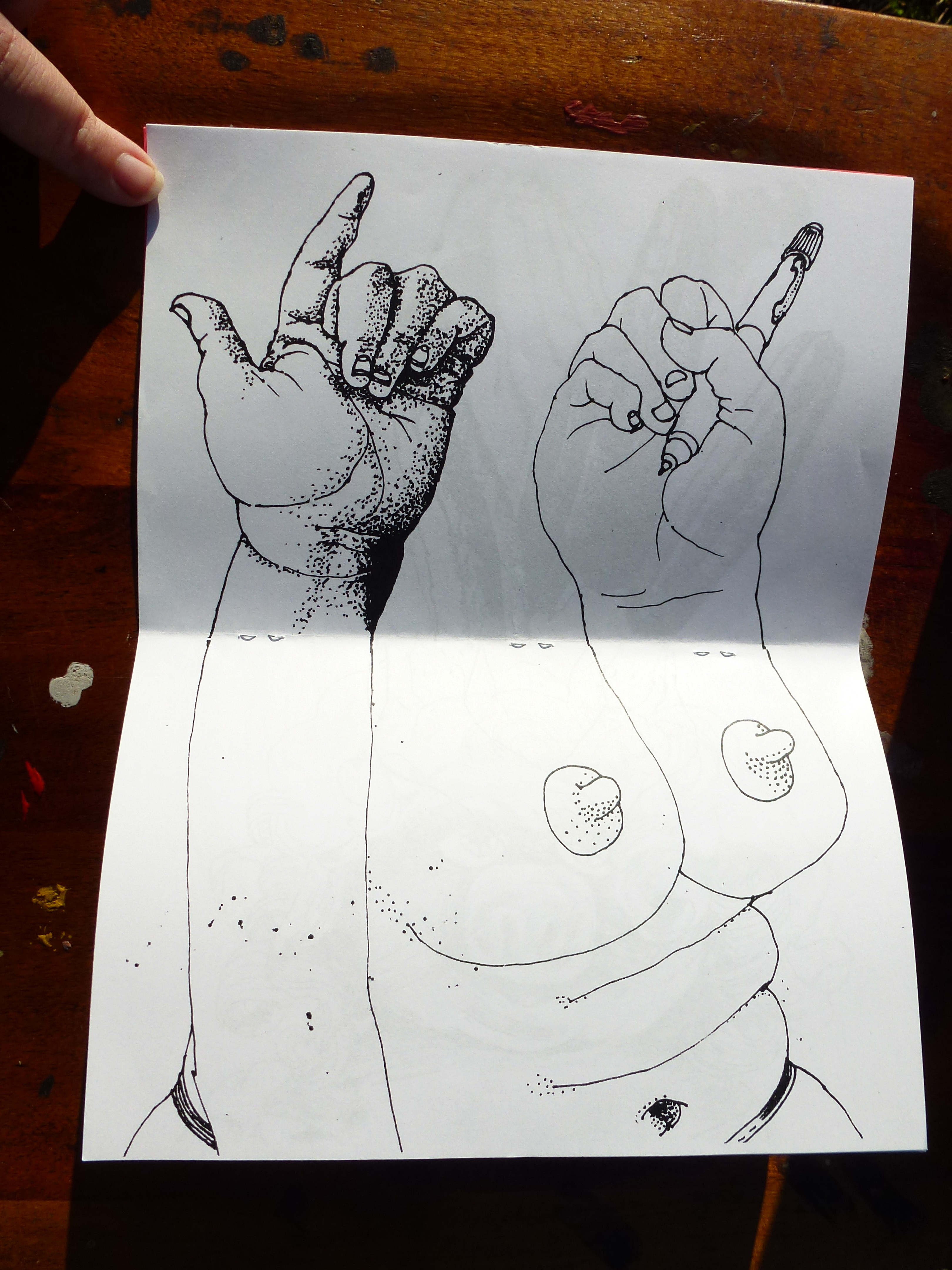
우아한 시체의 예시.

우아한 시체 또는 아름다운 시체(프랑스어: cadavre exquis 카다브르 엑스키[*], 영어: exquisite corpse)는 연상 기법의 하나이다. 한 사람이 그림이나 문장의 일부를 만들면 그 다음 사람이 이어서 나머지를 완성하는 방식이다. 초현실주의의 하나로, 1925년을 전후로 유행했다.

## 같이 보기
- 라운드 로빈 이야기